# Stralingsziekte
De stralingsziekte is een ziekte die optreedt bij ioniserende straling, meer bepaald wanneer het slachtoffer in korte tijd een dosis van meer dan 0,7 gray (Gy) ontvangt. De gray is de eenheid van de geabsorbeerde ioniserende straling in een bepaalde massa. De symptomen van stralingsziekte zijn vermoeidheid, misselijkheid, braken en diarree. Omdat deze symptomen ook optreden bij griep wordt een diagnose vaak laat gesteld. Wanneer de dosis die van 8 Gy overschrijdt, heeft dit de dood tot gevolg. Volgens onderzoek overlijdt 99% van de mensen die 8 Gy in het beenmerg te verduren kregen aan de stralingsziekte. 

## Geschiedenis
Hoewel ioniserende straling aan het eind van de 19e eeuw werd ontdekt, realiseerde men zich nog niet direct de gevaren. Nikola Tesla liep brandwonden op van röntgenstraling. Marie Curie zou aan leukemie overlijden, vrijwel zeker veroorzaakt door de straling waaraan zij blootstond. Bovendien hadden zij en haar echtgenoot Pierre Curie kapotte vingertoppen door het werken met radioactieve materialen, waardoor Marie Curie dan ook waarschuwde voor de gevaren van ioniserende straling.
Toch werd radioactiviteit door allerlei kwakzalvers als wondermiddel aangeprezen. In water opgeloste radiumzouten werden als tonicum verkocht, terwijl radium ook gebruikt werd in contrastvloeistof. Bekend waren de horloges waarvan de wijzers op de wijzerplaat waren bestreken met lichtgevende radiumhoudende verf. Na een aantal incidenten werden radiumhoudende producten in veel landen verboden, maar bleef radioactieve kwakzalverij nog steeds ondergronds bestaan. 
Desondanks werden de gevaren van ioniserende straling nog steeds danig onderschat. De atoomwetenschappers Harry Daghlian en Louis Slotin overleden in respectievelijk 1945 en 1946 na ongelukken waarbij ze een dodelijke dosis straling opliepen, de zogenaamde 'Demon Core' incidenten. Ze hadden geen enkele bescherming. Ook liet het Amerikaanse leger weleens  soldaten door de inslagzone marcheren na atoomproeven. 
De atoomaanvallen op Hiroshima en Nagasaki droegen uiteindelijk sterk bij tot het volledige besef over de korte- en langetermijngevaren van ioniserende straling.

## Voorwaarden
Als aan de volgende voorwaarden voldaan wordt, ontwikkelt zich vaak stralingsziekte:
- De dosis geabsorbeerde straling moet hoog genoeg zijn. Meestal ontwikkelt men vanaf 0,7 gray symptomen, hoewel dit per persoon verschilt.
- De bron moet extern zijn. Inslikken van radioactieve materialen geldt eveneens als extern. Reeds in het lichaam voorkomende radioactieve stoffen veroorzaken niet snel (meer) stralingsziekte.
- De straling moet penetrerend zijn. Alfastraling wordt vrij makkelijk tegengehouden, maar neutronen- en gammastraling hebben een hoog doordringend vermogen.
- Het hele lichaam of een groot gedeelte moet bestraald zijn. Lokale bestraling leidt meestal slechts tot lokale symptomen maar niet tot stralingsziekte.
- De dosis moet binnen korte tijd ontvangen zijn. Hoewel kankerpatiënten ook hoge doses straling ontvangen door radiotherapie, geschiedt dit over een langere periode en ontwikkelen zij dus geen stralingsziekte.

## Stadia
De stralingsziekte verloopt meestal in stadia. Deze stadia zijn te onderscheiden maar het tijdstip, de duur en de ernst van de symptomen zijn afhankelijk van de dosis.
- De acute fase: De patiënt ontwikkelt misselijkheid, braken, diarree en verliest alle eetlust. Dit begint enkele minuten tot enkele uren na de bestraling en houdt enkele minuten tot dagen aan.
- De latente fase: De patiënt voelt zich beter, en zal wellicht zelfs weer zijn dagelijkse bezigheden hervatten. Deze fase duurt meestal 3 tot 14 dagen.
- Manifestatiefase: De patiënt krijgt opnieuw symptomen. De aard en ernst van deze symptomen hangen van de ontvangen dosis af.
- Herstel of de dood, afhankelijk van de dosis. Dit kan enkele weken tot 2 jaar duren.

Over het algemeen geldt dat, naarmate de dosis hoger wordt, de acute symptomen sneller optreden en langer aanhouden, de latente fase korter en de herstelperiode langer duurt, en de kans op overleven kleiner wordt. De LD50 voor radioactieve bestraling ligt op 3,5 Gy bij goede conditie en goede medische verzorging, en op 2,5 Gy bij slechte conditie zonder medische verzorging. Vanaf ongeveer 8 Gy wordt de kans op overleven zeer onwaarschijnlijk en kan eventuele behandeling slechts pijnbestrijdend zijn.

## Effecten
Ioniserende straling beschadigt het DNA van cellen. In eerste instantie kan dit mutaties bij de celdeling veroorzaken en dus uiteindelijk kanker. Wanneer de dosis hoger wordt raken de DNA-strengen ook zwaarder beschadigd. De cel kan nu de celdeling niet meer voltooien en geen eiwitten meer produceren, en sterft af. Het spreekt voor zich dat hierdoor de sneldelende cellen als zwaarst zullen zijn beschadigd. Hierop is radiotherapie gebaseerd, daar tumoren snel delen en dus gevoeliger voor straling zijn dan normale cellen. Hogere doses straling kan de structuur van de cellen zodanig vernietigen dat onder de microscoop slechts een waterige of vettige gelei te zien is.
Hierdoor zal een hoge stralingsdosis het lichaam op de volgende manieren beschadigen.
- Vernietiging van de haarwortelcellen, waardoor het haar uitvalt.
- Beschadiging en vernietiging van de huidcellen, leidend tot roodheid en blaarvorming.
- Longbeschadiging, leidend tot longoedeem en ademproblemen.
- Oedeem in verschillende organen waaronder ledematen, longen, hersenen, testes.
- Vernietiging van het beenmerg (vanaf 0,7 Gy). Hierdoor kan het lichaam geen witte bloedcellen meer produceren en krijgt het slachtoffer infecties en interne bloedingen. Wanneer de dosis niet al te hoog is kan het beenmerg zich herstellen.
- Vernietiging van de cellen van het gastro-intestinale stelsel (vanaf ca. 10 Gy). Hierdoor kan het lichaam geen voedsel meer opnemen en sterft het slachtoffer aan ondervoeding.
- Cardiovasculaire effecten en beschadiging van het centraal zenuwstelsel (vanaf 20-50 Gy).

## Behandeling
In principe bestaat er geen behandeling tegen de directe effecten van ioniserende straling. Slechts de secundaire effecten kunnen eventueel bestreden of beperkt worden.
Het maakt overigens verschil of de bestraling lokaal of over het gehele lichaam plaatsvond. Iemand kan bijvoorbeeld 100 Gy op zijn handen ontvangen, maar dit betekent dat het lichaam in zijn geheel slechts 5 Gy ontvangt. Het is mogelijk dat de handen geamputeerd moeten worden, maar in dit geval zal de patiënt zelf verder geen stralingsziekte ontwikkelen.
Wanneer het hele lichaam bestraald is, zal in eerste instantie het gevaar van infecties moeten worden bestreden. Dit doet men door een steriele omgeving, het toedienen van antibiotica en bloed, en eventueel een beenmergtransplantatie om te zorgen dat het lichaam zelf weer witte bloedcellen kan produceren. Verder richt de behandeling zich op het bestrijden van pijn.
Chelatietherapie zou eventueel ook kunnen helpen, wanneer de stralingsbron bestaat uit zware radioactieve metalen in het bloed, zoals plutonium. De metaaldeeltjes worden ingekapseld en uitgescheiden zodat ze geen kwaad meer kunnen.

## Symptomen bij opklimmende doses
Afhankelijk van de dosis is het waarschijnlijk dat de volgende symptomen optreden:
- minder dan 0,5 Gy: Geen externe symptomen. Het risico op kanker kan toenemen en er kan een tijdelijke verlaging van het aantal witte bloedcellen optreden.
- 0,5-1 Gy: Hoofdpijn en wellicht tijdelijke steriliteit bij mannen. Verhoogde kans op infecties.
- 1-2 Gy: Milde stralingsziekte. Hoofdpijn, misselijkheid en braken treden na enkele uren op en houden enkele uren tot een dag aan. Na een latente fase van rond de 2 weken vermoeidheid en algeheel gevoel van malaise. Infecties kunnen optreden. Mannen worden meestal tijdelijk steriel, en bij zwangere vrouwen kan een miskraam optreden. Na 30 dagen is 10% van de slachtoffers overleden.
- 2-3 Gy: Matige stralingsziekte. Hoofdpijn, misselijkheid en braken treden op na ongeveer 1 tot 6 uur, en houden 1 tot 2 dagen aan. Na een latente fase van 7-14 dagen ontstaan vermoeidheid, malaise en er is een grote kans op haaruitval. Het aantal witte bloedcellen neemt zeer sterk af waardoor het risico op infectie zeer groot wordt. Permanente vrouwelijke steriliteit is mogelijk. Herstel kan enkele maanden duren. Na 30 dagen is gemiddeld 35% van de slachtoffers overleden.
- 3-4 Gy: Ernstige stralingsziekte. Het ziekteverloop is gelijk aan matige stralingsziekte, maar na de latente fase treden eveneens mond-, huid- en nierbloedingen op. Na 30 dagen is 50% van de slachtoffers overleden.
- 4-6 Gy: Acute stralingsziekte. Symptomen beginnen na 30 minuten tot 2 uur en houden rond de 2 dagen aan. Na de latente fase van 7-14 dagen ontstaan dezelfde symptomen als bij ernstige stralingsziekte, maar in ernstiger mate. Permanente vrouwelijke steriliteit is waarschijnlijk. Herstel duurt enkele maanden tot een jaar. Na 30 dagen overlijdt 60% van de gevallen. De mortaliteit neemt bij toenemende dosis toe tot 90% bij 6 Gy.
- 6-10 Gy: Acute stralingsziekte. Symptomen beginnen na 30 minuten tot 2 uur en houden rond de 2 dagen aan. Het beenmerg wordt volledig vernietigd. Na de latente fase sterft het slachtoffer aan interne bloedingen of infecties. De mortaliteit na 14 dagen bedraagt bijna 100%. Slechts een beenmergtransplantatie kan het slachtoffer redden.
- 10-50 Gy: Acute stralingsziekte. Na 5 tot 30 minuten treden moeheid en misselijkheid op, veroorzaakt door directe activatie van chemische receptoren. Hierna treedt een latente fase van enkele dagen op waarin de patiënt zich beter voelt maar ten dode is opgeschreven. In het Engels spreekt men van een 'walking ghost' (lopende geest). Daarna krijgt het slachtoffer waterige diarree en interne bloedingen door het afsterven van de cellen in het spijsverteringsstelsel. Dit leidt tot een verstoring van de elektrolytenbalans, wat leidt tot deliria, coma en de dood. De dood is onvermijdelijk: na 7 dagen bedraagt het sterftecijfer 100%. De enige behandeling die gegeven kan worden is palliatieve zorg.
- meer dan 50 Gy: Hogere stralingsdoses zijn in staat iemand (bijna) onmiddellijk te doden. Neutronenbommen zijn ontworpen om een tankbemanning vanaf 690 meter een dosis van 80 Gy toe te dienen en hen hiermee direct buiten gevecht te stellen.

## Bekende gevallen

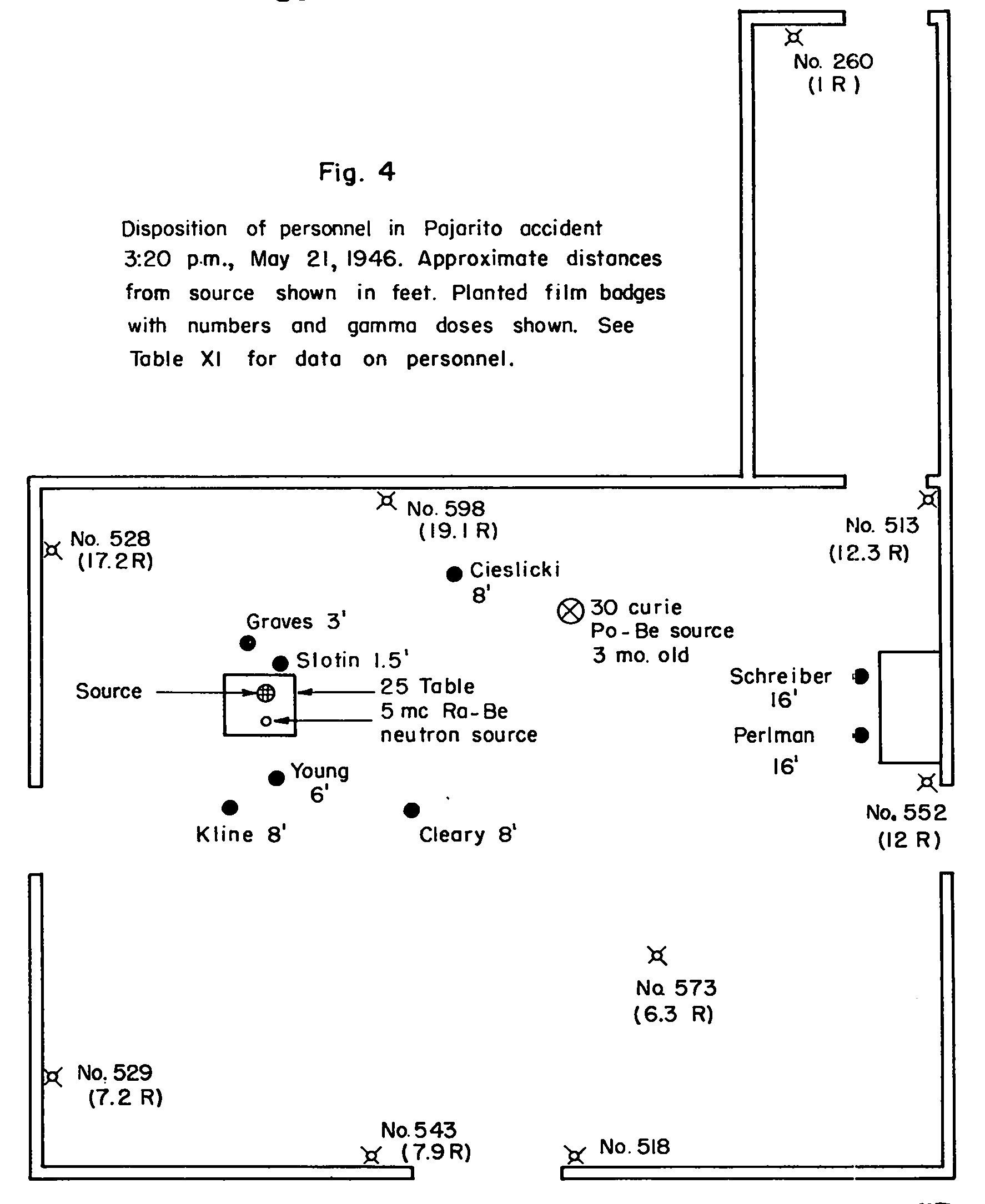
Schets van de bestraling die Slotin doodde en die de anderen overleefden

- Op 4 juli 1934 overlijdt Marie Curie aan het gevolg van de radioactieve stoffen waar ze aan blootgesteld werd tijdens haar onderzoeken naar diezelfde stoffen
- 21 augustus 1945. In Los Alamos sterft een wetenschapper, Henry Daghlian, aan de gevolgen van blootstelling aan ioniserende straling van een massa plutonium die kritisch werd. Hij ontving waarschijnlijk 5.1 Gy gemeten over zijn hele lichaam, maar 200-400 Gy op zijn handen die zwaar verbrand raakten. Hij stierf na 25 dagen.
- 21 mei 1946. In hetzelfde laboratorium sterft wetenschapper Louis Slotin na een ongeluk met dezelfde plutoniumkern (die de bijnaam Demon Core krijgt). Hij ontvangt ongeveer 9 Gy en overlijdt 9 dagen later.
- 30 december 1958. Een technicus genaamd Cecil Kelley ontvangt bij een ongeluk op Los Alamos tussen de 60 en 180 Gy, en overlijdt 36 uur later.
- 26 april 1986. Brandweerman Vasili Ignatenko blust de brand die is ontstaan door de ontploffing van kernreactor 4 na de kernramp van Tsjernobyl. Hij ontving 12.28 Gy en stierf 17 dagen later op 13 mei 1986.
- 13 september 1987: Tijdens een ongeluk in Goiânia waarbij per ongeluk radioactief materiaal op een schroothoop komt, ontvangt Devair Alves Ferreira 7 Gy en overleeft dit waarschijnlijk doordat niet zijn hele lichaam bestraald was. Vier anderen, onder wie zijn vrouw en zijn nichtje, hadden minder geluk en overleden aan stralingsziekte.
- 1999: In Tokaimura, Japan, vindt een ongeluk plaats lijkend op dat van Kelley, waarbij 3 technici bestraald raken. Eén van hen, Hisashi Ouchi, ontving 17 Gy. Hij werd 83 dagen in leven gehouden waarbij zijn lichaam steeds verder degenereerde omdat al zijn DNA vernietigd was en zijn cellen zich dus niet meer konden vernieuwen. Hij verloor al zijn witte bloedcellen, ontwikkelde waterige en later bloederige diarree, zijn huid desintegreerde waardoor hij met verband omwikkeld moest worden, en hij verloor dagelijks liters vocht en bloed dat constant moest worden aangevuld. Zijn hart begaf het regelmatig. Aanvankelijk was hij optimistisch evenals de medische staf en hoopte hij zelfs naar huis te kunnen. Later werd hij vijandig en leed hij constant pijn omdat hij bij vol bewustzijn bleef. De populaire mythe was dat de Japanse overheid hem constant in leven hield om de effecten van straling te bestuderen, maar in werkelijkheid was het op uitdrukkelijke wens van zijn familie en dienden de artsen dit te respecteren. Uiteindelijk heeft de familie toestemming gegeven Ouchi niet meer te reanimeren, en op 21 december 1999 overleed hij aan hartfalen, na een ziekbed van 83 dagen. Masato Shinohara, een andere technicus, ontving 10 Gy en overleed op 27 april 2000 aan longontsteking. De derde, Yukata Yokokawa, had een lagere dosis opgelopen en verliet uiteindelijk het ziekenhuis. Wel werd hij strafrechtelijk vervolgd voor nalatigheid inzake zijn rol in de omstandigheden die tot het ongeval hadden geleid.
- 2006: Alexander Litvinenko sterft na vergiftiging met Polonium-210.